# Глазовское духовное училище
Гла́зовское духо́вное учи́лище — начальное учебное заведение Русской Православной Церкви, располагавшееся в Глазове.

## История

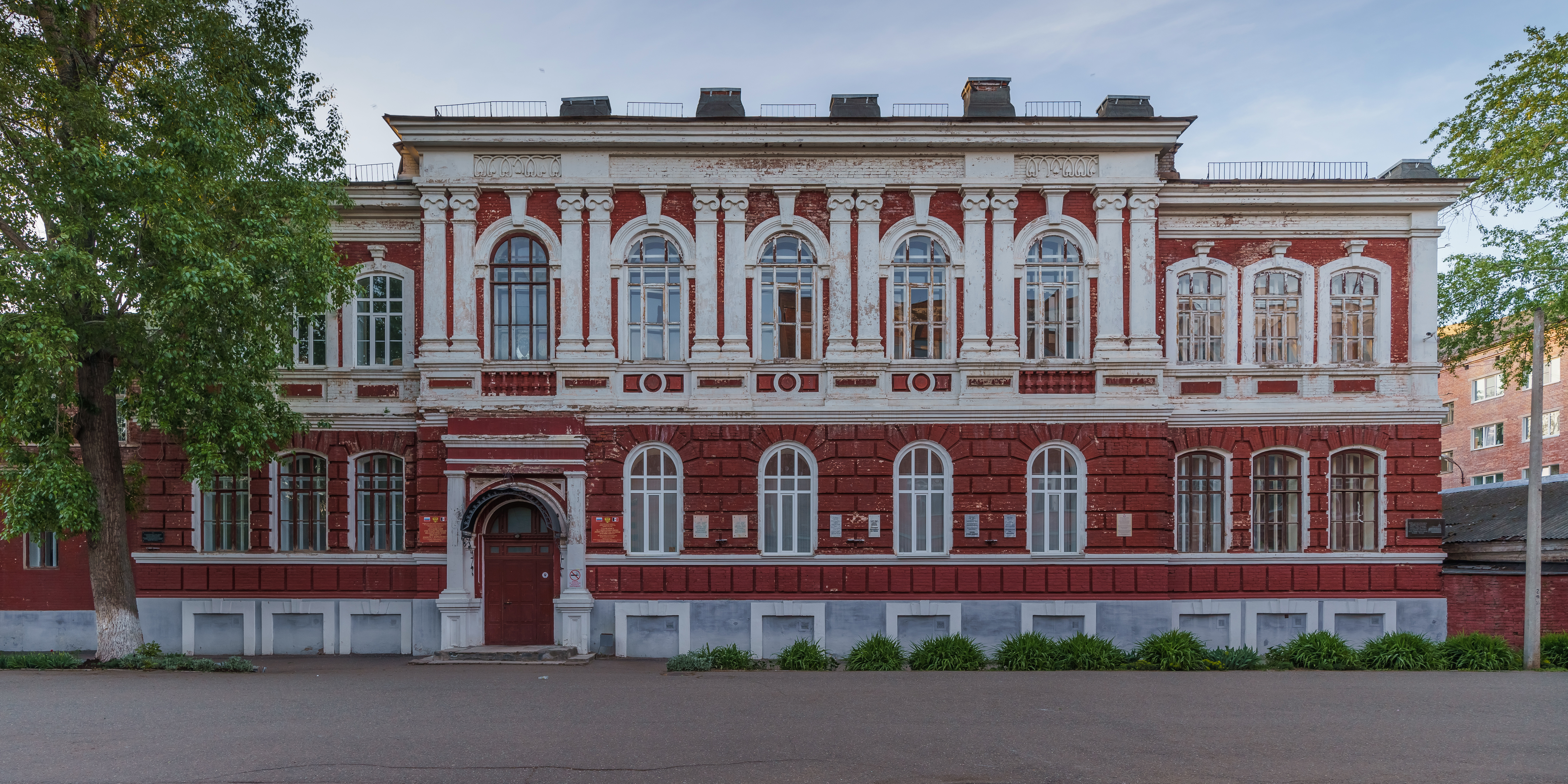
Современный вид здания

Глазовское Уездное Духовное училище было открыто 1 сентября 1846 года. Основной причиной открытия Духовного училища послужило «отдалённость мест, принадлежащих к Глазовскому округу от существовавших дотоле в Вятской епархии Духовных училищ».
В 1918 году закрыто и преобразовано в педучилище. В настоящее время здание является 2-м корпусом Глазовского госпединститута им. В. Г. Короленко.

## Известные выпускники
- Бердников Илья Степанович — русский богослов, канонист.
- Алексий (Молчанов) — епископ
- Авраамий (Дернов) — архиепископ